# Stuart O'Grady
Stuart O'Grady (Adelaide, 6 de agosto, 1973), é um ex-ciclista profissional que participou em competições de ciclismo de estrada. Entre seus principais resultados estão uma medalha de ouro nos Jogos Olímpicos de Verão de 2004 e duas vitórias de etapa no Tour de France, além de ter vencido a clássica Paris-Roubaix em 2007.
Confessou que utilizou a substância proibida no esporte EPO no Tour de France 1998.